# Kanton Bavans
Kanton Bavans (francouzsky Canton de Bavans) je francouzský kanton v departementu Doubs v regionu Burgundsko-Franche-Comté. Tvoří ho 71 obcí. Zřízen byl po reformě kantonů 2014.

## Obce kantonu
| - Accolans - Aibre - Allondans - Anteuil - Appenans - Arcey - Bavans - Belvoir - Berche - Beutal - Blussangeaux - Blussans - Bournois - Branne - Bretigney - Chazot - Colombier-Fontaine - Crosey-le-Grand - Crosey-le-Petit - Dampierre-sur-le-Doubs - Désandans - Dung - Échenans - Étouvans | - Étrappe - Faimbe - Fontaine-lès-Clerval - Gémonval - Geney - L'Hôpital-Saint-Lieffroy - Hyémondans - L'Isle-sur-le-Doubs - Issans - Laire - Lanans - Lanthenans - Longevelle-sur-Doubs - Lougres - Mancenans - Marvelise - Médière - Montenois - Onans - Orve - Pays-de-Clerval - Pompierre-sur-Doubs - Présentevillers - La Prétière | - Rahon - Randevillers - Rang - Raynans - Roche-lès-Clerval - Saint-Georges-Armont - Saint-Julien-lès-Montbéliard - Saint-Maurice-Colombier - Sainte-Marie - Sancey - Semondans - Servin - Sourans - Soye - Surmont - Valonne - Vaudrivillers - Vellerot-lès-Belvoir - Vellevans - Vernois-lès-Belvoir - Le Vernoy - Villars-sous-Écot - Vyt-lès-Belvoir |